# 滠口街道
滠口街道，是中华人民共和国湖北省武汉市黄陂区下辖的一个乡镇级行政单位。

## 行政区划
滠口街道下辖以下地区：
振兴社区、富兴社区、向店村、陡山村、青峰村、什湖村、十里棚村、桃元集村、枫橡咀村、长松村、冯树岭村、滠口村、三闸村、双桥村和南湖村。

## 交通
- 京广铁路、滠武铁路（武汉货车外绕线）：滠口站